# Kampen ved Lundby
Kampen ved Lundby – eller affæren ved Lundby – fandt sted syd for Lundby i Nordøsthimmerland den 3. juli 1864 under 2. Slesvigske Krig. Et dansk kompagni af 1. Regiment forsøgte frontalt bajonetangreb ned ad en lang bakkeskråning, men gik i stå 30 meter foran det jorddige, preusserne lå i dækning bag. Kampen blev den sidste under 2. Slesvigske Krig og resulterede i store danske tab.

## Baggrund
På tidspunktet for kampen var Jylland reelt opgivet. Hæren var blevet slået ved Dybbøl allerede i april og for kun få dage siden fortrængt fra Als. De tilbageværende styrker var trukket nord for Limfjorden og i færd med at blive udskibet fra Frederikshavn.
1. Regiment under oberstløjtnant H.C.J. Beck var blevet efterladt i Nørresundby for at sløre udskibningen længst muligt, sikre fjordovergangene og – hvis lejlighed byder sig uden uforholdsmæssig risiko – rykke frem mod syd.
1. juli havde preusserne sendt tre rekognosceringskommandoer mod nord fra Hobro. Beck besluttede straks at rykke mod syd med 5. kompagni (160 mand) mod Ellidshøj. Her forventede han træffe et af kommandoerne i natlogi. Dette var i mellemtiden rykket mod syd, men et andet rapporteredes fra Gunderup mod øst, hvortil Beck nåede ved morgengry. Her sås en vognkolonne drage mod nord, og med spejdere fandt man ud af, at den stoppede i Lundby.

## Kampen
Spejderne var blevet observeret af preusserne, som med ca. 70 af 124 mand var gået i dækning bag et jorddige i Lundbys sydkant. Fra gravhøjen Kongehøj ca. 500 meter syd for byen skråner en lang flad bakke ned mod byen. Herfra befalede Beck kompagnichefen, kaptajn P.C. Hammerich, at udføre et rask og determineret bajonetangreb:322.
Flere lokale var tilstede og tilbød at lede kompagniet østom gennem en slugt eller vestom, hvor nogle hegn ville kunne give skjul, hvilket Beck dog afviste, idet hans kompagni ikke skulle føres af en bonde, og at den lige vej var den korteste:19.
Under hurraråb løb kompagniet fremad i halvdelingskolonne. På 200 meters afstand åbnede preusserne første gang ild. Med deres bagladegeværer nåede de at afgive tre salver, før angrebet gik i stå 30 meter foran jorddiget:323. Da udgjorde det danske tab 70 mand mod tre sårede preussere.
Preusserne valgte ikke at udnytte sejren til at forfølge de resterende danskere; i stedet brød de op og drog mod Hobro medbringende både egne og danske sårede. De medbragte også 13 døde til Gunderup.

## Resultat og analyser
Kampens umiddelbare resultat blev et klart nederlag til Danmark, idet den danske side havde et tab på 32 døde, 44 sårede, 20 tilfangetagne og to savnede – i alt 98 – mod blot tre sårede preussere. I det store billede kom kampen ikke til at betyde noget – landkampen havde Danmark allerede tabt, og en eventuel sejr ville næppe have ændret ved dette.
Generelt siges, at en angriber som udgangspunkt vil skulle have en styrkeoverlegenhed på en faktor tre; her var danskerne end ikke dobbelt så mange som de forsvarende. Alligevel gør forskellige kilder en del ud af at analysere supplerende årsager til det danske nederlag.

### For- og bagladegeværer
Preusserne rådede over de mere moderne bagladegeværer, som kunne skyde en del hurtigere end de danske forladegeværer. Dermed skulle preusserne have en større ildkraft, end antallet af soldater angiver, og den relative styrke forskydes til deres fordel. En populær myte om det danske nederlag i 2. Slesvigske krig er, at netop denne forskel i ildkraft, var en stærkt medvirkende årsag. Kampen ved Lundby var dog reelt den eneste træfning i løbet af krigen, hvor bagladegeværet var udslagsgivende (alle større infanteritræfninger i løbet af krigen, hvor geværet kunne have haft betydning var overfor østrigske tropper, der var udstyret med forladegeværer).

### Føring
Der rejses en ganske betydelig kritik af Becks føring under slaget:
- Han vælger at gå ud efter de preussiske kompagnier uden at have noget egentligt formål hermed.
- Han burde selv være blevet hos sin hovedstyrke omkring Nørresundby.
- Angrebet blev gennemført frontalt over åben mark, hvor styrkerne i lang tid ville være udsat for modstanderens ild i stedet for at benytte lokal vejvisning.

Alle punkterne har noget rigtigt i sig, men efterlader så spørgsmålet, hvorfor Beck handlede som han gjorde. En mulig forklaring er, at han havde behov for at reparere sit renommé: Han var politiker og havde under Treårskrigen 15 år tidligere været udsat for kritik af oberst Læssøe og ville formodentlig blive det igen for i februar under slaget ved Sankelmark at have forladt sin enhed, mens den var i kamp.:32-33
En anden forklaring er, at oberstløjtnant Beck ikke kendte til den store effekt bagladegeværerne havde, ligesom han – måske – troede, at han kunne overraske det preussiske kompagni, inden det kunne nå at åbne en effektiv ledet ild.

### Bajonetangreb
Nogle kilder peger også på, at bajonetangreb allerede da skulle være håbløst, og at Beck burde have vidst dette. Henset til at reglementer havde en procedure for bajonetangreb, gør dette kritikken af Beck urimelig:48-49. Samtidig kan det bidrage til at forklare udfaldet – i det omfang det er korrekt, at bajonetangreb allerede da burde have være opgivet.

### Samtidens dom
Samtiden opfattede ikke affairen som det nederlag, det reelt var. Her havde været vist initiativ og handlekraft, hvilket jo netop er, hvad forventes i krig. Julius Strandberg skrev en skillingsvise, i hvilken den brave kommandør prises på en måde, så det er svært at gennemskue, at Danmark faktisk tabte. Beck blev efterfølgende udnævnt til oberst og kommandør af Dannebrogordenen.

## Nutidige minder
På kamppladsen – umiddelbart øst for landevejen – findes et stort kors til minde om slaget. Det besøges på årsdagen for kampen af officerer fra Gardehussarregimentet (som nu viderefører 1. Regiments historie).
På kirkegården ved Gunderup Kirke er en mindesten fra 1865 for 12 faldne.
I Lundby findes der et mindre museum dedikeret til kampen ved Lundby. 
I Aalborg er der på Aalborg Forsvars- og Garnisonsmuseum et terrænbord, som viser kampen med danskerne på vej ned ad bakken.
I Hobro er der et mindesmærke for en svensk officer, der som frivillig deltog på dansk side og døde af sår fra kampen.